# さくらさくら (ゲーム)
『さくらさくら』は、ハイクオソフトより2009年6月26日に発売された18禁恋愛アドベンチャーゲーム。
2010年8月26日にGNソフトウェアからPlayStation Portable版『さくらさくら -HARU URARA-』が発売。ファンディスクの『さくらさくらFESTIVAL!』は2013年4月26日に発売された。2018年10月25日にエンターグラムよりPlayStation 4およびPlayStation Vita版が発売された。

## 解説
本作はハイクオソフトの第5作目であり、三角関係がテーマの学園恋愛ノベルである。
本作は徹ルートと直樹ルート、そして1年後の徹ルートと大きく3パートで構成されている。
ヒロインの好感度はシーソーの形で表示され、交流を深めた方が傾く演出がとられ、一方と関係が深まると、もう一方が嫉妬するという仕組みになっている。
シナリオを担当したたとむは、本作の制作にあたりこだわった点として、「愉快な三角関係」「かわいい嫉妬」を挙げているほか、恋愛が成就するまでの過程と成就した後の甘い生活の描写にもこだわったと話している。
ファンディスクである『さくらさくらFESTIVAL!』では二者択一の選択肢が連続で登場する「シーソーRUSH」という仕組みも搭載された。

## ストーリー

### さくらさくら
麟徳学園に転校してきた稲葉徹は、寮母で徹たちの担任にあたる桜奈々子に一目惚れするも、同級生で美術部の桐島さくらにもときめき、後輩である立花くるみに手助けされながらも美術部の正式入部を目指す。世話好きの2人との恋の三角関係は、同じ寮の住人の布施直樹や新田晶に面白おかしく掻き回され、ドタバタ喜劇のような恋愛バトルへと発展した。

### さくらさくらFESTIVAL!
二人のさくらと三角関係を続けてきた徹はある日、"余命幾許もない少女"を自称する謎の人物と出会い「文化祭で結ばれた男女は永遠に愛し合う」という伝説を教えられる。
だが、文化祭は毎年企画こそはされてきたものの、運動部と文化部の対立等で開催にこぎつけることができず、幻とされてきた。
少女から教えられた伝説を本物にして三角関係を清算すべく、徹は文化祭の実行を決意するのであった。

## 登場人物
声優はPC版（主人公の声は通常は無し。直樹は第一部と第三部、徹は第二部に再生される）/PSP・PS4・PS Vita版の順。特に明記の無いものは同様となる。

### 主人公
稲葉 徹（いなば とおる）
声：おおくぼけんたろう（第二部とサブルート）
徹編の主人公（第一部と第三部）。
麟徳学園に編入してきた転校生。手違いから月見荘5号室に入寮することになり、直樹たちと腐れ縁の仲になる。
以前の男子校では剣道部のエースであり、個人・団体それぞれ1年生で全国大会優勝するという、トップレベルの選手であったが、さくらへの憧れから美術部の正式入部を目指す。
女性に全く縁がなかったからか、奈々子とさくらのどちらにも恋焦がれる優柔不断男で、また非常に流されやすい性格。しかし、さくら以外にも付き合いにくい正志や多紀とも親しくなろうとする気さくさや、キッカケは下心からでも恋敵の支援や所持金を他人のために後先考えず惜しみなく使ってしまったりと全く報われなくとも誰かのために動く優しさ（萌からの呼び名は「間抜け」と「お人好し」）、やる時はやる行動力を持っている。
8月15日生まれ。身長175cm。血液型A型。
布施 直樹（ふせ なおき）
声：城崎彦太（第一部と第三部）
直樹編の主人公（第二部のみ）。
月見荘4号室の住人で剣道部主将。
情報通で布施商店と銘打って様々な物を売っており、一線は超えていないものの、扱うものの中には怪しげなものも少なくない。エロゲーのために金と時間を費やす学生ニートなところもあるが、コミュニケーション能力に優れ、大人顔負けの人脈作りを成し遂げる人たらしでもある。
平気で嘘もつき剣道はすぐにサボりたがり、徹や正志にちょっかいをかけては楽しんでいる。
晶とくるみのどちらとも自分に気があることに気づかない振りを続けている。
1月10日生まれ。身長170cm。血液型B型。
ごん太（ごんた）
声：なし
サブルート編の主人公。
月見荘6号室に入寮した新入生。ごん太は初期名で変更が可能。ユーザーの分身ともいえるオマケ的扱いで特に物語は用意されていない。

### 徹編のヒロイン
桜 菜々子（さくら ななこ）
声：まきいづみ / やなせなつみ
徹たちの住む月見荘の寮母（管理人）で、担任兼数学教師。剣道部と体操部の顧問でもある。補導されてしまうくらい歳相応に見えない容姿だが、世話好きで料理の腕もよい。以前から直樹と晶に寮の食事を食べてもらえず、その事を気にかけている。生徒と張り合うくらいのやきもち焼き。4月20日生まれ。身長146cm。血液型A型。
桐島 さくら（きりしま さくら）
声：青山ゆかり / 友永朱音
美術部副部長で、徹の隣の席に座っている同級生。徹を美術部に入れると約束して以来、彼の手助けをするようになる。普段の振る舞いから物事に動じないように見えるが、実はかなりのやきもち焼きで感情的で脆い性格をしている。徹へマンツーマンでの指導の際に横槍が入ると周囲を黙らせるほどの視線を浴びせ何かあると引きこもったり、暴走行為に突っ走ってしまう。一時期不良に脅されていたときがありそれがトラウマとなっていた。12月31日生まれ。身長158cm。血液型B型。

### 直樹編のヒロイン
新田 晶（にった  あきら）
声：金松由花 / 井上みゆ
月見荘3号室の住人で、直樹の幼馴染。体操部に所属している。口が悪く性格も悪くすぐ足も出す。直樹に素直にはなれないが、直樹が本気になった時は素直になる。直樹が男友達との相手を優先しただけでも嫉妬するヒロイン中No.1のヤキモチ焼きでいわゆるツンデレキャラ。11月23日生まれ。身長160cm。血液型O型。
立花 くるみ（たちばな くるみ）
声：榊原ゆい
付属学園生だが美術部に所属。直樹のかつての苦楽を共にしたネットゲーム仲間で再会してからはベタ惚れだが、会うと緊張して上手く会話出来ない。徹とは仮入部以来、先輩と呼ばせている。ブリっ子でわがままだが、以前はいじめられっ子でひきこもりでもあった。学園入学後は月見荘2号室に入寮。2月10日生まれ。身長140cm。血液型AB型。

### その他の登場人物
吉岡 正志（よしおか まさし）
声：ヘルシー太郎 / 伊藤健太郎
徹と同じ日に転校してきたもう一人の転校生で前の学校ではかなりの不良だった。転校当初は無愛想で誰も寄せ付けない雰囲気だったが、直樹の脅迫で剣道部に巻き込まれる形で徹たちと腐れ縁的な友人になる。実は義理堅い性格なので、結局は付き合い良く騒動に巻き込まれる。直樹編から、ある事情で月見荘の6号室に入寮する。吉岡財閥の養子で姉と、溺愛している妹・なのはがいる。2月3日生まれ。身長178cm。血液型O型。
須賀 萌（すが もえ）
声：かわしまりの / 瑞沢渓
美術部部長。怒ると怖い鬼部長。感情的に物事を押し進めくるみからは「おでこ」と馬鹿にされることもあるが、部長としての筋は通す。5月5日生まれ。身長150cm。血液型AB型。
野口 多紀（のぐち たき）
声：若松洋介 / 興津和幸
美術部員（後に部長）。絵一筋で真面目で正直者だが無愛想で空気の読めない朴念仁で言ってはならない言葉も平然と口に出し、さくらの視線に屈する事無く徹の指導に混ざる。最初は邪な理由で美術部に来た徹を軽蔑していたが彼の人柄を理解してからは好意的となって、頼みを色々融通するほどになる。1月16日生まれ。身長180cm。血液型A型。
美東 慶次（びとう けいじ）
声：都夢繰豆 / 勝沼紀義
美術部顧問。あまり美術部に顔は出さないが、陶芸の腕は人間国宝レベル。茶碗だろうとお猪口だろうと箱無しでも20万円以上はするという（萌談）。
木森 拓也（きもり たくや）
声：秋原葉 / 大里雅史
元剣道部部長で得意技はガバ面。通称「キモタク先輩」。直樹が尊敬する人物だが、菜々子のストーカー紛いのこともしている。何故かカラスによく襲われる。
三井 香奈（みつい かな）
声：町田あみ / さとう実琴
くるみの友達で美術部員。最初は引きこもりだったくるみを馬鹿にしくるみの後輩となった素人の徹を体よく扱き使おうとしていたが、くるみが本当に自分たちを大切に思っていることを知ってからは改心し態度を改める。同時に、妨害しながらも自力で美術部に入部した徹のことも先輩として慕うようになる。
千代田 綾（ちよだ あや）
声：如月葵 / 吉田愛理
くるみの友達で美術部員。語尾に「ッス」と付けることを度々萌から直せと警告される。三井とともにくるみや徹を馬鹿にし雑務の押し付けから男友達の不良にくるみへの暴行を画策したりと段々と冗談では済まない行為へと発展させてゆくがくるみの本音を知ってからは三井とともに和解し、徹を先輩として慕うようになる。
池田 千秋（いけだ ちあき）
声：黄河ユウ / 河野裕
徹たちのクラスメイト。グラフィックはモブキャラだが直樹の助手でありお得意様で出番は多く、剣道部の団体戦で数合わせとなることもある。徹たちの周囲の突っ込んだ人間関係を知らないために空気を読めないとしばしば直樹に咎められる。
相原 英世（あいはら ひでよ）
声：yuiko
徹の入部から1年後に美術部に新入部してきた新入生。付属校ではくるみと同期で多紀に猛烈にアタックをかけるが、盲目的に慕うために場の空気が読まずに周囲を掻き回してしまう。
高田さん（たかださん）
声：榊原ゆい
月見荘に住む喋るアルマジロ。人が大事にしているものが大好き。

## 製作スタッフ
- 原画：カスカベアキラ、緋賀ゆかり、木谷椎（Xsara）
- カットイン：あぼしまこ
- シナリオ：たとむ、keikei
- 音楽：響那良
- オープニングテーマ：「see-saw!!」
  - 歌：茶太 / 作詞：keikei / 作曲：響那良

### 売り上げ
Getchu.comの月間セールスランキングで1位、月間セールスランキングで18位を獲得した。
2018年10月22日～28日の累計販売数がPlayStation Vita版は894本、PlayStation 4版は694本である。

## 関連作品

### CD
- 「さくらさくら」桜菜々子・桐島さくらキャラクターディスク
  - 2008年5月28日発売、キャラソン+ミニドラマCD。
    - トラックリスト
      1. 一番星
歌：桜菜々子（CV：まきいづみ） /作詞：keikei / 作曲・編曲：響那良
      2. 誓い
歌：桐島さくら(CV：青山ゆかり） /コーラス：結月そら / 作詞：keikei / 作曲・編曲：響那良
      3. 「菜々子と一つ屋根の彼」
キャスト：桜菜々子 まきいづみ　/ 高田さん 榊原ゆい
      4. 「さくらと迷いとその訳と」
キャスト：桐島さくら 青山ゆかり / 部員A 町田あみ / 部員B 如月奏 / 部員C 雪村麻友

  - ドラマシナリオ：たとむ・keikei・服藤秦如
- 「さくらさくら」立花くるみ・新田晶キャラクターディスク
  - 2009年10月30日発売、キャラソン含む合計4曲収録。
    - トラックリスト
      1. 幼馴染
歌：新田晶（CV：金松由花） / 作詞：keikei / 作曲・編曲：響那良
      2. My First Love!!!!
歌：立花くるみ featuring TAKADA （CV：榊原ゆい） / 作詞：keikei / 作曲・編曲：響那良
      3. あしたからがんばる
歌：新田晶（CV：金松由花） / 作詞：keikei / 作曲・編曲：響那良
      4. 約束 〜hallo-image-song〜
歌：榊原ゆい / 作詞：keikei / 作曲・編曲：響那良
      5. 幼馴染（Off Vocal）
      6. My First Love!!!!（Off Vocal）
      7. あしたからがんばる（Off Vocal）
      8. 約束 〜hallo-image-song〜（Off Vocal）

### 漫画
『メガストア』2009年3月号に、原画のカスカベアキラ&緋賀ゆかり自身による読みきり短編漫画が掲載された。